# قطعنامه ۱۲۹ شورای امنیت
قطعنامه ۱۲۹ شورای امنیت سازمان ملل متحد که در تاریخ ۰۷ اوت ۱۹۵۸ تصویب شد، سندی بین‌المللی دربارهٔ شکایت لبنان - شکایت اردن است. این قطعنامه طی نشست ۸۳۸ام با ۱۱ موافق، ۰ مخالف و ۰ ممتنع تصویب شد.